# HTC One X
El HTC One X forma parte de la familia de smartphones de la compañía HTC Corporation, es considerado un teléfono de gama alta y el mejor de la línea HTC, este incluye la última versión de Android 4.0 y recientemente fue actualizada de Android 4.0.3 a Android 4.0.4, con significativas mejoras de rendimiento y soluciones a ciertos bugs, además de actualizar la más reciente versión de HTC Sense (4.0) a la mejorada 4.1.